# Panaquire
Panaquire – miasto w Wenezueli, w stanie Miranda.